# 290P/Jäger
290P/Jäger è una cometa periodica appartenente alla famiglia delle comete gioviane: la cometa è stata scoperta il 23 ottobre 1998; la sua riscoperta l'8 luglio 2013 ha permesso di numerarla. Unica caratteristica di questa cometa è di avere una estremamente piccola MOID col pianeta Saturno; con quest'ultimo ha avuto un incontro particolarmente ravvicinato il 18 luglio 1991 quando i due corpi celesti transitarono a sole 0,0156 UA di distanza.